# 4-FBF
4-FBF ali PFBF, s polnim imenom 4-fluoro-butir-fentanil, je močan sintetični opioid, derivat fentanila. Prodaja se ga kot raziskovalno substanco, aktivna doza je manj kot 0,6 mg. Glavni učinek traja 90 minut, kar je posebnost med fentanilovimi derivati (povprečje 15–30 minut). Povzroča izredno močno abstinenčno krizo, ki se razvije že po nekaj dneh. Pri predoziranju so potrebni neobičajno visoki odmerki naloksona (opiodini antagonist). 4-FBF je 4- do 5-krat močnejši od diamorfina (heroina).